# 온양온천역
온양온천역(溫陽溫泉驛, Onyangoncheon)은 대한민국 충청남도 아산시 온천동에 있는 장항선의 철도역이며 수도권 전철 1호선의 전철역이다. 아산시 중심부에 위치하며, 인근에 아산시청, 온양온천 등이 있다. ITX-새마을·무궁화호·누리로·서해금빛열차·수도권 전철 1호선 전 열차가 정차한다. 역명은 근처에 있는 온양온천에서 가져왔다.
2006년 7월 한국철도공사 지사제 발족 당시 그룹대표역으로 지정되었으나, 업무 효율과 핵심 사업 실행, 현장 중심의 경영체제 확립을 위한 조직개편으로 2009년 9월 각 지사가 지역 본부로 축소되면서, 그룹대표역에서 보통역으로 격하되었다. 당시 관할의 역들은 KTX 천안아산역으로 관할 업무가 위임되었다.

## 역사
- 1922년 6월 1일 : 보통역으로 영업 개시[3]
- 1965년 5월 4일 : 사무관역으로 승격
- 1971년 9월 10일 : 무연탄 화물 도착역 지정[4]
- 1983년 7월 20일 : 역사 신축 착공
- 1983년 12월 23일 : 역사 신축 준공
- 1998년 12월 1일 : 장항선 전구간 비둘기호 운행중단
- 2001년 7월 1일 : 화물취급 중지[5]
- 2004년 4월 1일 : 장항선 통일호 운행중단
- 2006년 4월 : 고가 선로로 타는 곳 변경
- 2006년 5월 1일 : 소화물 취급 중지
- 2008년 4월 23일 : 신 역사로 역무 이전
- 2008년 12월 15일 : 수도권 전철 운행 개시[6]
- 2009년 6월 1일 (서울~신창간) 누리로 운행 개시
- 2010년 1월 21일: 당정역 개업으로 1호선 역번호가 P173번에서 P176번으로 변경
- 2015년 2월 5일 : 서해금빛열차(WEST GOLD TRAIN) 운행 개시
- 2016년 12월 9일 : 누리로 운행 중지
- 2017년 2월 28일 : 누리로 재운행 개시
- 2019년 12월 30일 : 열차 시간표 개정으로 서울~신창간 누리로 다시 운행 잠정중지와 함께 신창 급행 증편 운행
- 2020년 1월 13일 : 누리로 재운행 재개(서울~신창)
- 2020년 5월 23일 : 누리로 운행중지(서울~신창)
- 2024년 11월 2일 : ITX-마음 운행 개시

## 역 구조
4면 4선 승강장 구조로 바깥쪽 승강장은 일반열차, 안쪽 승강장은 통과열차와 수도권 전철 1호선을 취급한다. 스크린도어가 설치되어 있다. 출구는 2개이다.

### 승강장
| ↑배방(1호선)/↑아산(장항선)     |
| ２ \| ３ \| ４                 |
| 신창(1호선)↓/도고온천(장항선)↓ |

| 1 | 장항선 | 새마을호 · ITX-마음 · 무궁화호 · 서해금빛열차 | 천안 · 평택 · 수원 · 안양 · 영등포 · 용산 방면 |
| 2 | 장항선 | ● 수도권 전철 1호선                           | 구로 · 서울역 · 청량리 · 광운대 방면           |
| 3 | 장항선 | ● 수도권 전철 1호선                           | 신창 방면                                      |
| 4 | 장항선 | 새마을호 · ITX-마음 · 무궁화호 · 서해금빛열차 | 예산 · 홍성 · 대천 · 장항 · 군산 · 익산 방면   |

## 역 주변
- 아산시청
- 온양시외버스터미널
- 온양고속버스터미널
- 아산 온천동 우체국
- 온양동행정복지센터
- 온양온천
- 현충사
- 이순신종합운동장·이순신빙상장실내체육관 방면
- 온양민속박물관
- 온양온천초등학교
- 온양고등학교
- 온양온천시장
- 온양상설시장

## 승차량 변동
| 노선   | 승차 인원 | 승차 인원 | 승차 인원 | 승차 인원 | 승차 인원 | 승차 인원 | 승차 인원 | 승차 인원 | 승차 인원 | 승차 인원 | 주 석 |
| 노선   | 2008년    | 2009년    | 2010년    | 2011년    | 2012년    | 2013년    | 2014년    | 2015년    | 2016년    | 2017년    | 주 석 |
| ------ | --------- | --------- | --------- | --------- | --------- | --------- | --------- | --------- | --------- | --------- | ----- |
| 장항선 | 4,237     | 4,350     | 4,663     | 5,356     | 5,053     | 5,223     | 5,950     | 5,212     | 5,141     | 5,198     | [ 7 ] |
| 장항선 | 2018년    | 2019년    | 2020년    | 2021년    | 2022년    |           |           |           |           |           | [ 7 ] |
| 장항선 | 5,013     | 5,035     | 3,032     | 3,221     | 3,923     |           |           |           |           |           | [ 7 ] |

## 사진

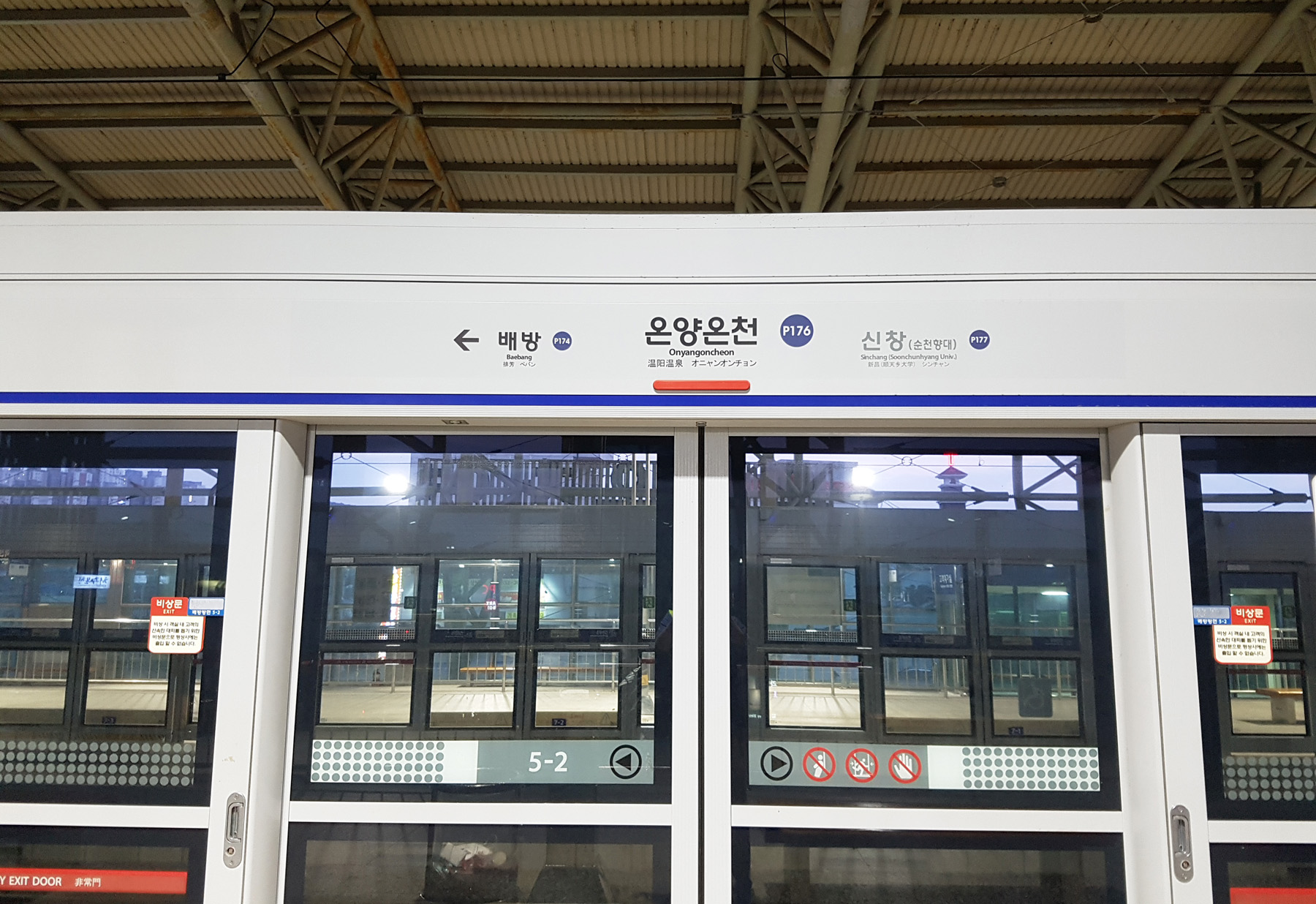
고상홈 스크린도어
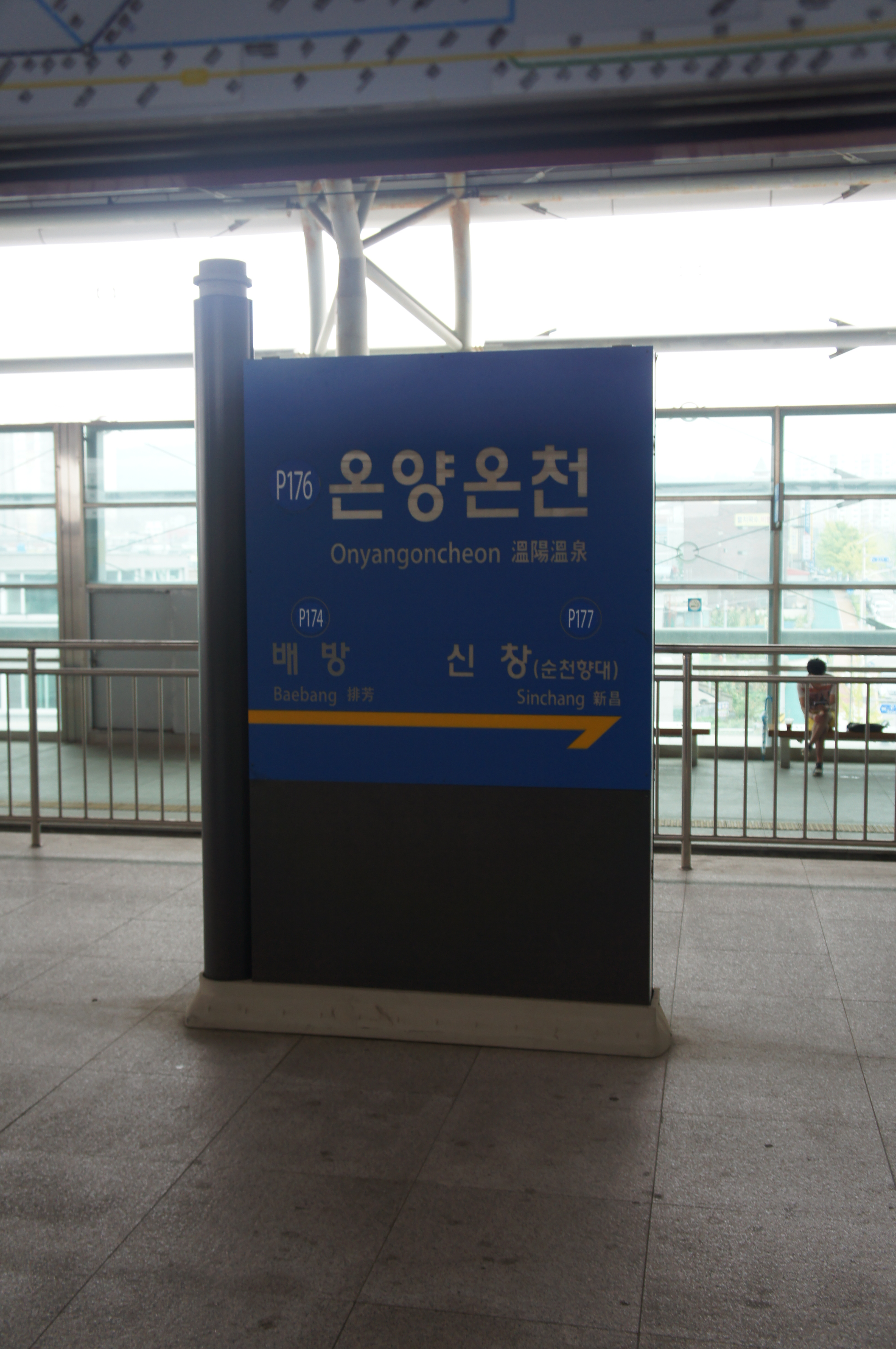
전철 역명판

## 인접한 역
| 새마을호                                                    | 새마을호                                                    | 새마을호                           |
| ----------------------------------------------------------- | ----------------------------------------------------------- | ---------------------------------- |
| 아산 용산 방면                                              | 새마을호 장항선                                             | 신례원 익산 방면                   |
| 아산 용산 방면                                              | 서해금빛열차                                                | 예산 익산 방면                     |
| ITX-마음                                                    |                                                             |                                    |
| 아산 용산 방면                                              | ITX-마음 장항선                                             | 신창 홍성 방면                     |
| 신례원 내선순환 방면                                        | ITX-마음 평택선                                             | 아산 외선순환 방면                 |
| 무궁화호                                                    |                                                             |                                    |
| 아산 용산 방면                                              | 무궁화호 장항선                                             | 도고온천 익산 방면                 |
| 수도권 전철 1호선                                           |                                                             |                                    |
| P174 배방 광운대 방면 청량리 (지하) 방면 서울역 (지상) 방면 | ● 수도권 전철 1호선 경부선 완행 경부선 급행 A 경부선 급행 B | P177 신창 방면 신창 방면 신창 방면 |